# Raising Hell (album de Run–DMC)
Pour les articles homonymes, voir Raising Hell.
Albums de Run–DMC
King of Rock
(1985) Tougher Than Leather
(1988)
Singles
1. My Adidas
Sortie : 29 mai 1986
2. Walk This Way
Sortie : 14 juillet 1986
3. You Be Illin'
Sortie : 21 octobre 1986
4. It's Tricky
Sortie : 8 février 1987

Raising Hell est le troisième album studio de Run–DMC, sorti le 18 juillet 1986.
Cet album a été coproduit par Rick Rubin qui produisait, à l'époque, autant des artistes hip-hop (LL Cool J, Beastie Boys) que des groupes de heavy metal (Slayer). Il suggéra au groupe l'idée d'un duo avec le groupe de hard rock américain, Aerosmith. Le résultat fut la reprise d'un titre de ces derniers issu de l'album Toys in the Attic, Walk This Way. Le clip de cette reprise bénéficia d'une large diffusion sur MTV et fit connaître Run–DMC à un plus large public.
En outre, cet album comprend de nombreux titres qui sortiront en single et qui entreront dans les charts. My Adidas vaudra au groupe un contrat de 1,5 million de dollars de sponsoring avec la célèbre marque aux trois bandes.
C'est le premier album de rap à avoir été certifié disque de platine aux États-Unis, atteignant la 1re place du Top R&B/Hip-Hop Albums et la 6e place du Billboard 200.  L'album est cité dans l'ouvrage de référence de Robert Dimery « 1001 albums qu'il faut avoir écoutés dans sa vie ».

## Liste des titres
| No  | Titre                                               | Contient un (des) sample(s) de | Durée |
| --- | --------------------------------------------------- | --- | ----- |
| 1.  | Peter Piper                                         | Take Me to the Mardi Gras de Bob James I Can't Stop de John Davis and the Monster Orchestra                                                                        | 3:25  |
| 2.  | It's Tricky                                         | My Sharona de The Knack Mickey de Toni Basil | 3:03  |
| 3.  | My Adidas                                           | I Can't Stop de John Davis and the Monster Orchestra Rock Box de Run–DMC                                                                                           | 2:47  |
| 4.  | Walk This Way (featuring Joe Perry et Steven Tyler) | | 5:11  |
| 5.  | Is It Live                                          | El Shabazz de LL Cool J | 3:06  |
| 6.  | Perfection                                          | Here We Go (Live at the Funhouse) de Run–DMC | 2:52  |
| 7.  | Hit It Run                                          | I Can't Stop de John Davis and the Monster Orchestra Rocket in the Pocket (Live) de Cerrone Here We Go (Live at the Funhouse) de Run–DMC Jam Master Jay de Run–DMC | 3:10  |
| 8.  | Raising Hell                                        | Rocket in the Pocket (Live) de Cerrone | 5:31  |
| 9.  | You Be Illin'                                       | AJ Scratch de Kurtis Blow | 3:26  |
| 10. | Dumb Girl                                           | | 3:31  |
| 11. | Son of Byford                                       | | 0:27  |
| 12. | Proud to Be Black                                   | Catch a Groove de Juice | 3:14  |

| 13. | My Adidas (a cappella)                  | 2:32 |
| 14. | Walk This Way (demo)                    | 5:26 |
| 15. | Lord of Lyrics (demo)                   | 4:30 |
| 16. | Raising Hell Radio Tour Spot            | 0:53 |
| 17. | Live at the Apollo Raw Vocal Commercial | 3:28 |

## Personnel
- Joseph Simmons : chant
- Darryl McDaniels : chant
- Jam Master Jay : claviers, percussions
- Steven Tyler : chant sur Walk This Way
- Joe Perry : guitare sur Walk This Way
- Rick Rubin : guitare sur Raising Hell
- Sam Sever : programmation de la batterie sur Is It Live
- Daniel Shulman : basse sur Raising Hell

## Singles
| Date de sortie | Titre         | Charts                | Charts  | Charts                    |
| Date de sortie | Titre         | Hot R&B/Hip-Hop Songs | Hot 100 | Hot Dance Music/Club Play |
| -------------- | ------------- | --------------------- | ------- | ------------------------- |
| Juin 1986      | My Adidas     | 5                     | -       | -                         |
| Juillet 1986   | Walk This Way | 8                     | 4       | 6                         |
| Février 1987   | It's Tricky   | 21                    | 57      | 30                        |